# さんすうすいすい
『さんすうすいすい』は、1984年4月10日から1999年3月9日までNHK教育テレビジョンで放送されていた小学校2年生向けの学校放送（教科：算数）である。

## 概要
1983年8月1日・8月2日・8月3日・12月26日にパイロット版を放送した後（それぞれ後日に再放送あり）、1984年4月にレギュラー放送を開始した。
ハイビジョン試験放送でも放送。

## 放送時間
いずれも日本標準時、別の時間帯での再放送あり。また、学校が長期休暇に入る時期には放送時間を変更していた。
| 期間                          | 放送時間             |
| ----------------------------- | -------------------- |
| 1984年4月10日 - 1990年3月13日 | 火曜日 11:15 - 11:30 |
| 1990年4月5日 - 1992年3月12日  | 木曜日 09:30 - 09:45 |
| 1992年4月7日 - 1999年3月9日   | 火曜日 11:15 - 11:30 |

## 出演者
| 期間      | 期間      | 出演者                  | 出演者                  | 出演者                          | 出演者                          | キャラクター              | キャラクター              |
| --------- | --------- | ----------------------- | ----------------------- | ------------------------------- | ------------------------------- | ------------------------- | ------------------------- |
| 1984年4月 | 1986年3月 | 青山伊津美              | 青山伊津美              | 青山伊津美                      | 青山伊津美                      | キョウタ （声：八木光生） | キョウタ （声：八木光生） |
| 1986年4月 | 1988年3月 | 土家歩                  | 土家歩                  | 土家歩                          | 土家歩                          | ケースケ （声：八木光生） | ケースケ （声：八木光生） |
| 1988年4月 | 1990年3月 | 篠倉伸子 （ノッコ）     | 篠倉伸子 （ノッコ）     | 津久井教生 （ピエロのジャック） | 津久井教生 （ピエロのジャック） | パック （声：渡辺菜生子） | パック （声：渡辺菜生子） |
| 1990年4月 | 1992年3月 | 池上真知                | 池上真知                | 津久井教生 （ピエロのジャック） | 津久井教生 （ピエロのジャック） | パック （声：高田由美）   | パック （声：高田由美）   |
| 1992年4月 | 1996年3月 | 樋口雅子                | 樋口雅子                | 樋口雅子                        | 樋口雅子                        | リュウ （声：鈴木富子）   | ミュウ （声：小山裕香）   |
| 1996年4月 | 1999年3月 | 皆口裕子 （かけざん姫） | くじら （バリアー星人） | 池澤春菜 （バリアー星人）       | 鈴木琢磨 （バリアー星人）       | リュウ （声：鈴木富子）   | ミュウ （声：小山裕香）   |

## テーマ曲
- 1984年4月 - 1986年3月
- 1986年4月	- 1992年3月
- 1992年4月	- 1999年3月:「さんすうすいすい」テーマソング[10]